# لیمبور
لیمبور (به لاتین: Limbur) یک روستای برون‌بوم ازبکستان در قرقیزستان است که در شهرستان ساخ واقع شده‌است. لیمبور ۱٬۰۵۴ متر بالاتر از سطح دریا واقع شده‌است.